# Green Bay Packers
Els Green Bay Packers són una franquícia de futbol americà professional de Green Bay, Wisconsin. Són membres de la Divisió Nord de la Conferència Nacional (NFC) dins de la National Football League (NFL). Són la tercera franquícia més antiga de l'NFL. El seu estadi és el Lambeau Field i els seus colors són el verd, el groc i el blanc.

## Història
Els Packers van ser fundats el 1919 per Earl "Curly" Lambeau (per això el seu estadi es diu "Lambeau Field") i George Whitney Calhoun, és un dels tres equips més antics de l'NFL, van formar part de l'American Professional Football Association (APFA), associació anterior a l'NFL, el 1921. Els Green Bay Packers són els que més campionats de lliga han guanyat, un total de dotze campionats de lliga. Inclosos nou campionats de l'NFL, la competició anterior a l'actual Super Bowl, i 3 Super Bowls, el 1967 (Super Bowl I), el 1968 (Super Bowl II) i el 1996 (Super Bowl XXXI). També han guanyat set campionats de conferència i 15 campionats de divisió.
L'equip té una forta rivalitat històrica amb els Chicago Bears, han tingut més de 170 enfrontaments, rècord a l'NFL. Els Packers també mantenen una gran rivalitat amb els Minnesota Vikings, que també formen part de la Divisió Nord. Però el gran rival històric en els playoffs són els Dallas Cowboys, sobretot després que els Packers els guanyessin en l'anomenat "Ice Bowl".
La característica que distingeix els Packers és que actualment són un equip no lucratiu de l'NFL, la comunitat és la propietària des del 1992, una excepció en l'esport dels Estats Units. Des de llavors han participat en dues Super Bowls i han guanyat la (Super Bowl XXXI) i van tenir balanç positiu 13 temporades seguides, rècord de l'NFL.

## Palmarès
-Campionats de Lliga (12)
- Campionats de l'NFL (9): 1929, 1930, 1931, 1936, 1939, 1944, 1961, 1962, 1965

- AFL-NFL Super Bowl: (2): 1967 (I) 1968 (II)

- Campionats de SuperBowl (2): 1996 (XXXI) 2010 (XLV)

-Campionats de Conferència (7)
- NFL Oest: 1960, 1961, 1962, 1965, 1966, 1967

- NFC: 1996, 1997

-Campionats de Divisió (15)
- NFL Oest: 1936, 1938, 1939, 1944
- NFL Centre: 1967
- NFC Centre: 1972, 1995, 1996, 1997
- NFC Nord: 2002, 2003, 2004, 2007